# 人生は素晴らしい
「人生は素晴らしい」（じんせいはすばらしい）は、ジャニーズWESTの6枚目のシングル。2016年7月27日にジャニーズ・エンタテイメントから発売。

## 概要
- 前作「逆転Winner」から3か月ぶりのシングルとなる。

- 初回盤A・B、通常盤の3種での発売となり、それぞれ収録内容・ジャケット写真ともに異なる。

- 表題曲は、読売テレビ・日本テレビ系アニメ『逆転裁判 〜その「真実」、異議あり!〜』のオープニングテーマであり、前作に引き続き、2作連続で同じアニメタイトルの主題歌を手掛けた。

- また、初回盤A・通常盤に収録されているカップリング曲「Mr.Summer WEST」は、メンバー出演 『サーティワンアイスクリーム』のCMソングである。

- 初回盤A・Bには、オリジナル・カラオケ2曲を収録。

- 初回盤Aには、表題曲のMusic Clip & Makingを収録。

- 初回盤Bには、カップリング曲「シルエット」と、それを収録したMusic Clip & MakingのDVDを付属。

- 通常盤には、湘南乃風のSHOCK EYEが作詞・作曲した「覚悟しろよSummer」と「CHO-EXTACY」のカップリング2曲を収録。

## チャート成績
- 2016年7月26日付のオリコンデイリーCDランキングでは前作より上回る初日7.6万枚、[3]初週12.2万枚を売り上げたものの、乃木坂46の「裸足でSummer」（初日60.0万枚、初週72.8万枚）に阻まれ初登場2位となり、4作連続1位獲得を逃した。その後も初動売り上げの差を埋められなかったが、アニメ部門においては、前作に引き続き『逆転裁判』とのタイアップだったこともあり、UVERworld「WE ARE GO/ALL ALONE」(初週3.7万枚)に大差をつけ、アニメ部門のみ2連覇となった。[要出典]また、Aqoursの「青空Jumping Heart」(7月度5.6万枚)を突き放し、月間アニメチャートで1位、総合チャートでも5位に入った。

- また、ビルボードにおいてもオリコン同様、HOT 100・Top Singles Salesでは乃木坂46に阻まれたものの[4][5]、Hot Animationでは2作連続の1位を獲得した[6]。これにより、『逆転裁判』のオープニングテーマはオリコン月間アニメ部門及びビルボードHot Animationで2作品とも制覇するという快挙を成し遂げた。[要出典]

- オリコンにおける登場回数は12回、[7]累計は13.7万枚となった。[8]

## 収録曲

### CD

#### 通常盤
1. 人生は素晴らしい
作詞：mildsalt、作曲：岩崎貴文、編曲：水島康貴
  - 読売テレビ・日本テレビ系アニメ『逆転裁判 〜その「真実」、異議あり!〜』オープニングテーマ
2. Mr.Summer WEST
作詞・作曲・編曲：Shusui、ha-j
  - ジャニーズWEST出演「サーティワンアイスクリーム」CMソング
3. 覚悟しろよSummer
作詞・作曲：SHOCK EYE、編曲：草野将史
4. CHO-EXTACY
作詞：SHIROSE、作曲：MAXX SONG、Secret Weapon、SHIROSE、編曲：CHOKKAKU

#### 初回限定盤B
1. 人生は素晴らしい
2. シルエット
作詞：MiNE、川口進、作曲：Thomas G:son、川口進、編曲：石塚知生
3. 人生は素晴らしい（オリジナル・カラオケ）
4. シルエット（オリジナル・カラオケ）

#### 初回限定盤A
1. 人生は素晴らしい
2. Mr.Summer WEST
3. 人生は素晴らしい（オリジナル・カラオケ）
4. Mr.Summer WEST（オリジナル・カラオケ）

### DVD

#### 初回限定盤A
1. 「人生は素晴らしい」Music Clip & Making

#### 初回限定盤B
1. 「シルエット」Music Clip & Making

## テレビ出演
人生は素晴らしい
- 『ザ少年倶楽部』（2016年8月3日、NHK BSプレミアム）

覚悟しろよSummer
- 『ザ少年倶楽部』（2017年8月4日、NHK BSプレミアム）
テレビ初披露

シルエット
- 『ザ少年倶楽部』（2015年11月11日、NHK BSプレミアム）
ジャニーズWESTとしては初披露